# 小五台蒲公英
小五台蒲公英（学名：Taraxacum peccator）为菊科蒲公英属下的一个物种。

## 分布
該物種主要分布於中國河北省。

## 異名
- Taraxacum platypecidum var. angustibracteatum Ling.

## 扩展阅读
- 維基物種上的相關：小五台蒲公英